# Пескорокиано
Пескорокиа̀но (на италиански: Pescorocchiano, на местен диалект u Pèsc'hu, у Песку) е село и община в Централна Италия, провинция Риети, регион Лацио. Разположено е на 806 m надморска височина. Населението на общината е 2290 души (към 2010 г.).